# Jezernice
Jezernice é uma comuna checa localizada na região de Olomouc, distrito de Přerov.